# Taishan (Neu-Taipeh)
Taishan (chinesisch 泰山區, Pinyin Tàishān Qū, Pe̍h-ōe-jī Thài-san khu) ist ein Bezirk der Stadt Neu-Taipeh im Norden der Insel Taiwan, Republik China.

## Lage
Taishan grenzt im Norden an die Nachbarbezirke Linkou und Wugu, im Osten und Süden an Xinzhuang sowie im Westen an die Stadt Taoyuan. Der Bezirk ist an das U-Bahn-Netz Taipehs angebunden und beherbergt die Ming-Chi-Universität für Technologie und das Lee-Ming-Institut für Technologie.

## Geschichte
Das zu etwa zwei Dritteln hügelige Gebiet wurde im 18. und 19. Jahrhundert von chinesischen Einwanderern besiedelt und zunächst Soaⁿ-kha (Min Nan: „Am Fuß des Berges“) genannt. Im Jahr 1763 wurde hier die Mingzhi-Akademie errichtet, eine Lehranstalt, an der sich Schüler aus wohlhabenden Familien auf die Teilnahme an Beamtenprüfungen vorbereiten konnten. Es war die erste Anstalt dieser Art in Nord-Taiwan.
Mit der Industrialisierung Taiwans und dem Aufstieg Taipehs zur Großstadt erhielt die Gegend des heutigen Taishan zunehmend den Charakter einer Vorstadt. Im Zuge der Umwandlung des Ortes zu einer Gemeinde des Landkreises Taipeh (heute: Stadt Neu-Taipeh) wurde der Name 1950 in Anlehnung an die beiden örtlichen Haupttempel, den „Oberen“ und den „Unteren Taishan-Tempel“, in Taishan geändert.

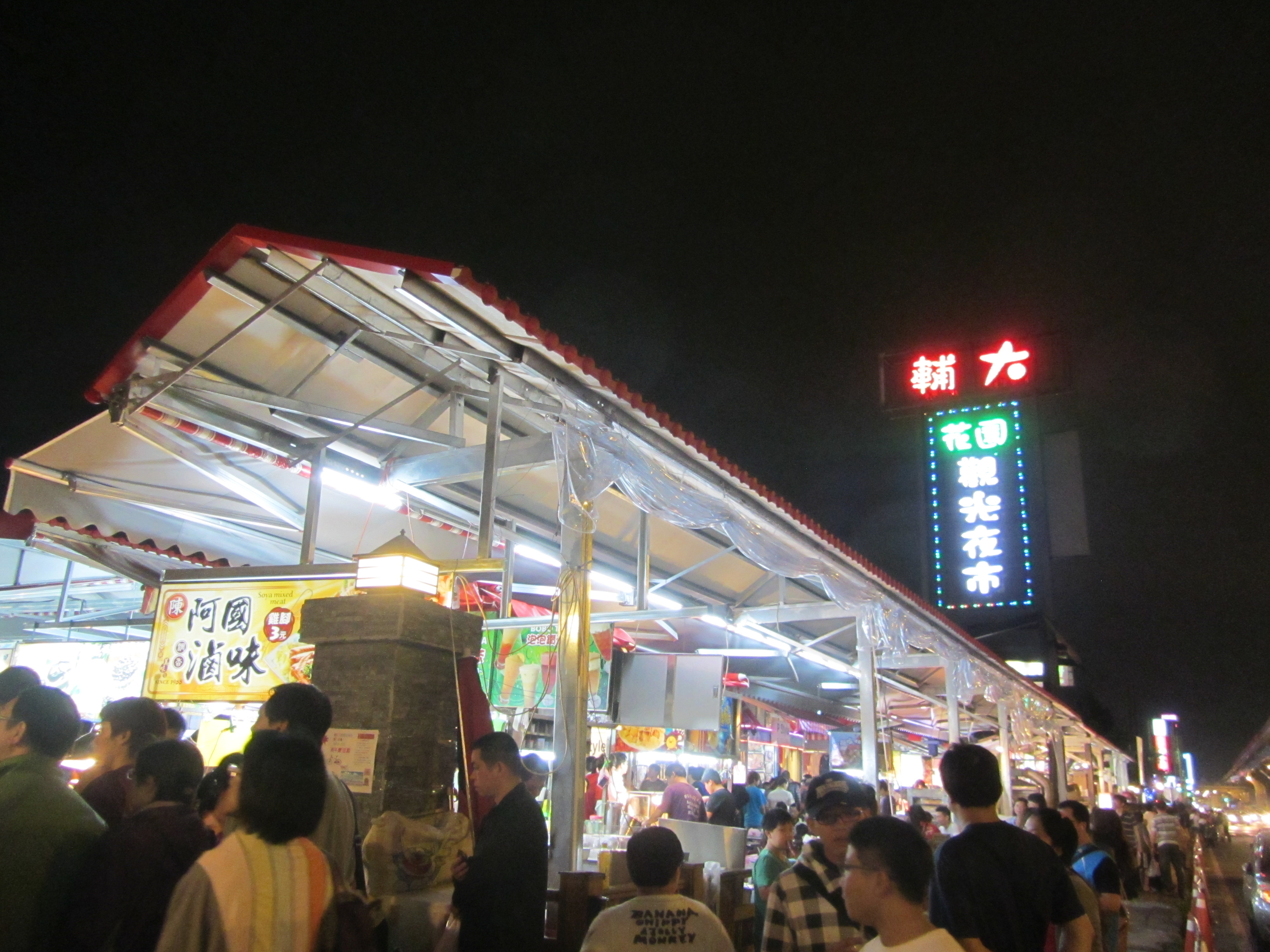
Nachtmarkt in Taishan
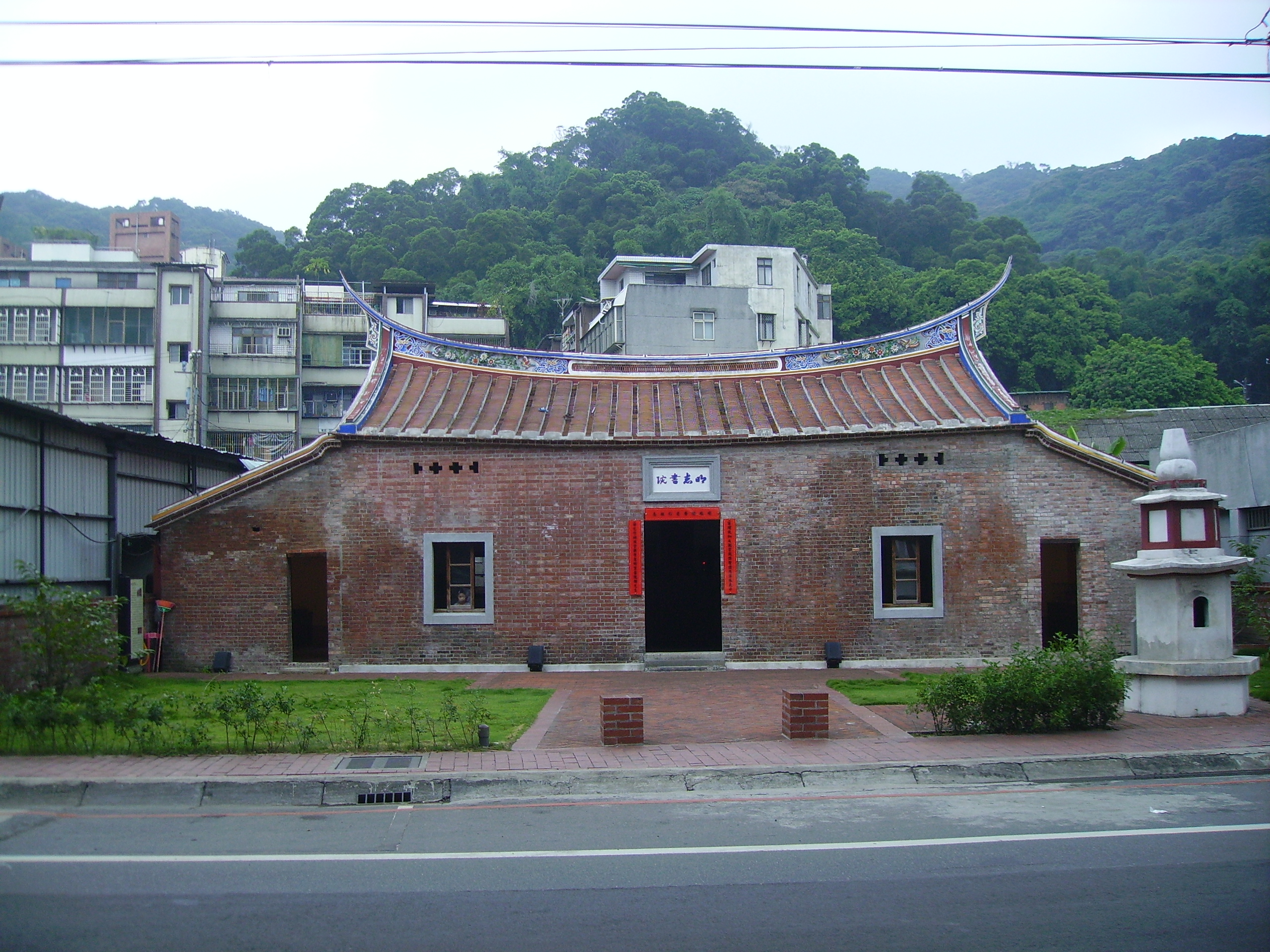
Die Mingzhi-Akademie